# Actephila championiae
Actephila championiae är en emblikaväxtart som beskrevs av Paul Irwin Forster. Actephila championiae ingår i släktet Actephila och familjen emblikaväxter. Inga underarter finns listade i Catalogue of Life.